# Jens Bing (1681-1751)
 Der er flere personer med dette navn, se Jens Bing (1906-1980).
Jens Bing (august 1681 i Trondhjem – 10. oktober 1751) var en dansk-norsk læge.
Hans forældre var byfoged og rådmand Jens Bing og Clara f. Meldahl (eller Bruse). Jens Vilhelm og Just Bing var hans brorsønner.
Bing uddannede sig først som apoteker og forestod i nogle år apoteket i Ribe, men fik da lyst til at studere medicin, lagde sig efter humaniora og immatrikuleredes 1705 ved Københavns Universitet. Han var derpå alumnus på Borchs Kollegium sammen med Ludvig Holberg.
I 1709 skal han være blevet medikus ved flåden, 1712 erhvervede han sig den medicinske doktorgrad, fik snart en betydelig praksis og nød megen anseelse som læge, ligesom han også var livmedikus hos grev Danneskjold-Laurwigen og andre fornemme herrer.
1726 blev han kancelliråd, 1727 justitsråd og 1746 etatsråd. Han vedblev at være ugift og boede i lang tid sammen med Hans Gram. Han blev begravet i Frue Kirke. En betydelig del af sin formue testamenterede han til universitetet, navnlig til fattige studenter.